# 柴山知也
柴山 知也（しばやま ともや、1953年 - ）は、日本の工学者。早稲田大学理工学術院教授、横浜国立大学名誉教授。主な研究対象は沿岸域の防災であり、途上国での沿岸防災、東北太平洋沖地震津波、首都圏の津波・高潮などの研究を行っている。
妻は大妻女子大学教授の柴山真琴。

## 略歴
- 1972年 - 東京教育大学附属高等学校（現・筑波大学附属高等学校）卒業
- 1977年 - 東京大学工学部土木工学科卒業
- 1979年 - 同大学大学院工学研究科修士課程修了
- 1985年 - 東京大学工学博士号取得、同大学講師
- 1986年 - 東京大学助教授(工学部土木工学科)
- 1987年 - 横浜国立大学助教授（工学部建設学科）
- 1997年 - 横浜国立大学教授
- 2009年 - 早稲田大学教授（社会環境工学科）に就任、横浜国立大学名誉教授

## 主な著書
- 『水理学解説』コロナ社、2019年　ISBN 978-4-339-05268-8
- 『Handbook of Coastal Disaster Mitigation for Engineers and Planners』Elsevier、2015年　ISBN 978-0-12-801060-0
- 『3.11津波で何が起きたか ― 被害調査と減災戦略』（早稲田大学ブックレット＜「震災後」に考える＞）早稲田大学出版部、2011年　ISBN 978-4-657-11304-7
- 『Coastal Processes』 World Scientific Publishing、2008年　ISBN 978-9-81-281395-4
- 『建設技術者の倫理と実践』 丸善、2004年　ISBN 978-4-62-107407-7
- 『建設社会学 ― 土木技術者・国際開発技術者のための社会学入門 ―』 山海堂、1996年　ISBN 978-4-38-100937-1